# Кальжанов, Николай Гаврилович
Николай Гаврилович Кальжанов (9 [22] мая 1914, Бобылевка, Саратовская губерния — 3 июля 1987, Москва) — советский военный деятель и педагог, полковник-инженер (1956), организатор комплексных испытаний на объектах ракетно-космической техники, руководитель комплексных испытаний НИИП-5 (космодрома «Байконур») (1955—1958).

## Биография
Родился 9 (22) мая 1914 года в селе Бобылевка Саратовской губернии.
С 1933 по 1938 год обучался в Московском институте инженеров транспорта, с 1938 года призван в РККА и направлен для прохождения военной службы в Белорусском особом военном округе. С 1940 по 1941 и с 1944 по 1946 год обучался на факультете вооружения и на реактивном факультете Артиллерийской академии РККА имени Ф. Э. Дзержинского. С 1941 по 1943 год — инженер по приборам Куйбышевского дивизионного района ПВО. С 1943 по 1944 год — преподаватель основ устройства и ремонта приборов управления артиллерийским зенитным огнём Ленинградского артиллерийско-технического училища зенитной артиллерии
С 1946 по 1955 год на научно-педагогической работе на факультете реактивного вооружения Артиллерийской академии имени Ф. Э. Дзержинского в должностях: начальник отдела автоматики и гироскопов и начальник лаборатории № 101, с 1951 по 1953 год — младший преподаватель, преподаватель и старший преподаватель кафедры приборов управления реактивными снарядами. С 1953 по 1955 год — начальник кафедры наземного оборудования и огневой службы.
С 1955 по 1958 год на научно-исследовательской работе в НИИП-5 (космодром «Байконур») в должности — начальника отдела комплексных испытаний Службы опытно-испытательных работ, под руководством А. И. Носова. В 1956 году Приказом Министра обороны СССР Н. Г. Кальжанову было присвоено воинское звание полковник-инженер. Н. Г. Кальжанов внёс большой вклад в испытания двухступенчатой межконтинентальной баллистической ракеты «Р-7» и запуски первых искусственных спутников Земли, в том числе «Спутник-1». 20 апреля 1956 года Указом Президиума Верховного Совета СССР «За создание и принятие на вооружение жидкостной одноступенчатой баллистической ракеты средней дальности Р-5М» Н. Г. Кальжанов был награждён Орденом Ленина
1958 по 1959 год — заместитель начальника кафедры Киевского высшего артиллерийского инженерного училища имени С. М. Кирова. С 1959 по 1960 год — начальник кафедры Ленинградского высшего артиллерийского инженерного училища. С 1960 года — начальник кафедры ракетного вооружения Военной инженерной академии имени Ф. Э. Дзержинского. С 1960 по 1962 год служил в Главном Штабе РВСН в должностях — старший офицер Управления боевой подготовки, начальника отдела 6-го управления Главного управления ракетного вооружения и начальником отдела 1-го управления.
Скончался 3 июля 1987 года в Москве, похоронен на Введенском кладбище, участок № 25.

## Награды
Основной источник:
- Орден Ленина (21.12.1957 — «За создание и принятие на вооружение жидкостной одноступенчатой баллистической ракеты средней дальности Р-5М»)
- Орден Красной Звезды (30.04.1954)
- Медаль «За боевые заслуги» (20.06.1949)
- Медаль «За победу над Германией в Великой Отечественной войне 1941—1945 гг.» (09.05.1945)